# Wolf Dieter Enkelmann
Wolf Dieter Enkelmann (* 13. Juni 1955 in Münster, Nordrhein-Westfalen; † 20. Mai 2022 in Berlin) war ein deutscher Philosoph und auf Wirtschaftsphilosophie spezialisiert. Seit 2001 war er Direktor für Forschung und Entwicklung des Münchner, seit 2015 des Berliner Instituts für Wirtschaftsgestaltung, das sich der wirtschaftsphilosophischen Forschung widmet.

## Werdegang
Zwei Jahre nach dem Abitur am Schillergymnasium in Münster begann Enkelmann 1976 an der Ludwig-Maximilians-Universität in München ein Studium der Politik-, Kommunikations- und Sozialwissenschaften sowie der Geschichte und der Philosophie, zeitweise für Studien an den Universitäten Salzburg und Caen unterbrochen sowie für Arbeit im Handwerk (Innenausbau, Messebau, Werbegraphik) in München, Salzburg und Lichtenau (Reinhold Meier Gruppe). Nach dem Abschluss des Studiums 1987 mit dem M.A. war er in verschiedenen Forschungsprojekten an der philosophischen Fakultät der LMU München engagiert (thematische Schwerpunkte: politische Philosophie und Ästhetik sowie Naturphilosophie). Parallel zur entsprechenden Lehrtätigkeit begann er mit Kulturarbeit in den Bereichen Bildende Kunst, Musik und Theater: Ausstellungskonzepte, Dramaturgie und Regie (z. B. Burgtheater Wien). Nach der Promotion 1994 über ein naturphilosophisches Thema, setzte er seine philosophische Praxis sowohl im Kulturbereich als auch zunehmend in der Wirtschaft fort, als Coach und Berater für Unternehmer und Führungskräfte.
2001 kehrt er in die Wissenschaft zurück. Er wurde zum Direktor für Forschung und Entwicklung des Münchner Instituts für Wirtschaftsgestaltung ernannt.
Seine Forschungen konzentrieren sich vor allem auf die Rekonstruktion des ökonomischen Denkens der philosophischen Tradition und umgreifen das gesamte Feld der europäischen Philosophie der Ökonomie: Von der mythischen Ökonomik Hesiods und der Idee der Weltwirtschaft Platons bis zur eudaimonistischen Transformation der Nutzenmaximierung durch Aristoteles und dessen Neubegründung der politischen Ökonomie durch die Unterscheidung von Oikos und Polis (Wirtschaft und Staat). Von Hegels ökonomischem Denken  und Nietzsches Rekonstruktion der Moral als Ökonomie bis zur Ökonomik etwa bei Georges Bataille, Gilles Deleuze und Félix Guattari oder Jacques Derrida. Eine besondere Bedeutung kommt Enkelmanns (von Aristoteles und Nietzsche abgeleiteter) Neuinterpretation des Begriffs des Homo oeconomicus zu. Arbeiten u. a. zur Philosophie des Geldes, zur Nachhaltigkeit, zum Corporate Citizenship oder zum Verhältnis von Wirtschaft und Kunst runden das Programm ab. Seine entschiedene Abgrenzung von der sonst üblichen wirtschaftsethischen Herangehensweise hat für die Wirtschaftsphilosophie in Deutschland initiatorische Wirkung entfaltet.
Seit 2010 gibt er zusammen mit Birger P. Priddat im Metropolis-Verlag als erste ihrer Art in Deutschland die „Reihe Wirtschaftsphilosophie“ heraus (darin 2014–2016: Wolf Dieter Enkelmann, Birger P. Priddat (Hg.): Was ist? Wirtschaftsphilosophische Erkundungen. Definitionen, Ansätze, Methoden, Erkenntnisse, Wirkungen. Wirtschaftsphilosophie – Band 3.1, Marburg 2014, ISBN 978-3-7316-1080-9; Band 3.2, Marburg 2015, ISBN 978-3-7316-1081-6; Band 3.3, Marburg 2016, ISBN 978-3-7316-1082-3). Seit 2013 ist er assoziierter Research Fellow an Priddats Lehrstuhl für politische Ökonomie, Universität Witten/Herdecke, sowie Member of the European Philosophy-Economics-Network.
2004 gründete er zusammen mit Nicole Wiedinger das IfW-Servicebüro für Unternehmenskommunikation und Unternehmenskultur zur Umsetzung praktischer Wirtschaftsphilosophie sowie den Münchner Wirtschaftsphilosophischen Club, seit 2015: Werkstattgespräche Berlin, in dem sich Künstler, Wissenschaftler und Wirtschaftspraktiker über allgemeine und aktuelle Wirtschaftsfragen austauschen. Außerdem ist er als Berater und Gutachter für Institutionen und Unternehmen tätig sowie als Dozent an der Ludwig-Maximilians-Universität München, TU München und Universität Witten/Herdecke. 2014 und 2015 hatte er eine Gastprofessur an der Hochschule für Gestaltung (HfG), Karlsruhe inne.
Wolf Dieter Enkelmann ist am 20. Mai 2022 in Berlin gestorben und wurde auf dem Alten St.-Matthäus-Kirchhof in Berlin-Schöneberg beerdigt.

## Schriften (Auswahl)

### Wirtschaftsphilosophie
- „Was ist? Wirtschaftsphilosophische Erkundungen. Definitionen, Ansätze, Methoden, Erkenntnisse, Wirkungen“, hg. mit B. P. Priddat, Marburg (Metropolis), Band 1 (2014) ISBN 978-3-7316-1080-9, Band 2 (2015) ISBN 978-3-7316-1081-6, Band 3 (2016) ISBN 978-3-7316-1082-3
- Wolf Dieter Enkelmann, Daniel Kratz (Hg.): „Denken handelt. Philosophie für Manager“, Marburg (Metropolis) 2017
- Beginnen wir mit dem Unmöglichen. Jacques Derrida, Ressourcen und der Ursprung der Ökonomie, Marburg (Metropolis) 2010
- wahnsinnig reich. Das Buch über Geld, die Krise und die moderne Gesellschaft, (mit A. Beck u. N. Wiedinger): Augsburg (Context) 2010
- Glück und Unglück der Nützlichkeit, Zur ‚Kathedrale des erotischen Elends 2006‘, einer Installation von Kay Winkler, München 2006
- Georges Batailles Spekulation auf die Ökonomie der Verschwendung, Online-Publikation (PDF; 446 kB), hg. v. IfW, München 2005
- Philosophische Leitorientierungen für ein leistungsfähiges Corporate Citizenship, Online-Publikation (PDF; 433 kB), hg. v. IfW, München 2005
- Thales und der Welthandel. Studien zur philosophischen Ökonomik der Antike I, Online-Publikation (PDF; 248 kB), hg. v. IfW, München 2004
- Jacques Derridas ökonomische Rationalität ohne Kausalität, Online-Publikation (PDF; 440 kB), hg. v. IfW, München 2004
- Charakteristika der philosophischen Ökonomik, Online-Publikation (PDF; 211 kB), hg. v. IfW, München 2002

### Natur- und Sozialphilosophie
- Natur- und Weltbezug. Zur Genese und philosophischen Kritik der metaphysischen Voraussetzungen des naturwissenschaftlichen Diskurses (Diss. 1994), Marburg 1997
- Der Leib als Qual und Kerker. Die Ökonomie des Lebens und das Drama der Wiederbeseelung, Isny 1999 (Sonderheft der 16. Jahrestagung der dapo 1998 in Wiesbaden/Naurod, Deutsche Arbeitsgemeinschaft für Psychosoziale Onkologie)

### Kunstphilosophie
- Geiger – Gruchot – Harnest – Marek, Galerie der Künstler im BBK München 1991, ISBN 3-926220-36-8.
- Was macht eigentlich Pavel Zelechovsky? Ein Konzept zur Kunst-Wirtschaft, München 2004